# Anomala testaceipennis
Anomala testaceipennis är en skalbaggsart som beskrevs av Blanchard 1851. Anomala testaceipennis ingår i släktet Anomala och familjen Rutelidae. Inga underarter finns listade i Catalogue of Life.